# Pir Mohammad-e Omar Szejch
Pir Mohammad-e Omar Szejch (ur. ok. 1380, zm. 18 maja 1409) – władca z dynastii Timurydów, panujący w Farsie od roku 1405 aż do śmierci.
Był najstarszym synem Omar Szejcha i wnukiem Timura (1370 – 1405). Kiedy jego ojciec zmarł w roku 1394 przejął po nim namiestnictwo Farsu. Za panowania Timura dwukrotnie był karany za podejrzane zachowanie. Po jego śmierci władzę Pir Mohammada uznali namiestnicy Jazdu i Abarkuhu, on sam zaś niemal natychmiast uznał zwierzchnictwo Szahrocha (1405 – 1447). Mógł mieć na to wpływ fakt, iż Szahroch po śmierci Omar Szejcha poślubił matkę Pir Mohammada, Melkat Aghę, a ponadto jego druga żona, Gouharszad Agha, była siostrą żony Pir Mohammada. Brat Pir Mohammada, Eskandar Soltan, będący namiestnikiem Hamadanu, uciekł do niego zaatakowany przez jednego z władców Lorestanu i zagrożony przez Omara, syna Miranszaha (1405 – 1408). Jego obawy przed tym ostatnim okazały się uzasadnione, ponieważ niedługo po jego odejściu Omar rzeczywiście zajął Hamadan. Dwa lub trzy miesiące po przybyciu do niego jego brata Pir Mohammad oddał mu w namiestnictwo Jazd i synowie Omara Szejcha zawarli pokój z Omarem-e Miranszahem.
Niedługo potem Pir Mohammad razem z Eskandarem Soltanem i swoim trzecim bratem, Rostamem, który był namiestnikiem Isfahanu, poparł Omara w wojnie z jego bratem, Aba Bakrem. Po sukcesie jakim był rajd na tabor Aba Bakra bracia w kwietniu 1406 roku przegrali z nim bitwę i ten przystąpił do oblężenia Isfahanu. Został jednak odparty dzięki skutecznej obronie mieszczan. Po tych wydarzeniach niezadowolony z namiestnictwa Jazdu Eskandar Soltan podjął wyprawę na Kerman, ostrzeżony o tym Pir Mohammad pochwycił go jednak i zajął Jazd, który poddał się jego siłom bez walki. Eskandar Soltan uciekł i dołączył do Rostama w Isfahanie. Pir Mohammad zaatakował go, kiedy jednak okazało się, że mieszkańcy będą go bronić zadowolił się splądrowaniem przedmieść i okolicy. Wkrótce to Rostam z Eskandar Soltanem oblegali Pir Mohammada w Szirazie, także oni musieli jednak odstąpić od oblężenia.
W roku 1407/1408 Pir Mohammad pokonał swoich braci w bitwie w pobliżu łąk Ganduman i po swoim zwycięstwie ogłosił amnestię dla przeciwników. W ten sposób udało mu się przeciągnąć na swoją stronę znaczną część armii Isfahanu i kiedy podszedł do miasta to poddało mu się bez walki. Pir Mohammad następnie zdobył sobie serca Isfahańczyków ogłaszając zwolnienie z podatków. Według Hafeza-e Abru był on znany z utrzymywania dyscypliny wśród swoich żołnierzy i zakazywania wymuszeń na ludności. W roku 1409 Pir Mohammad wyruszył na Kerman, jednak 18 maja w nocy został zabity w swoim namiocie przez grupę żołnierzy działających pod przywództwem jednego z dowódców armii Szirazu, Hosejna Szarbatdara.